# НХЛ у сезоні 1918—1919
НХЛ у сезоні 1918/1919 — 2-й регулярний чемпіонат НХЛ. Сезон стартував 21 грудня 1918. Закінчився 6 березня 1919. Володаря Кубку Стенлі не виявили.

## Підсумкова турнірна таблиця

### Перший етап
| Команда            | І  | В | П | Н | ШЗ | ШП | Очки |
| ------------------ | -- | - | - | - | -- | -- | ---- |
| Монреаль Канадієнс | 10 | 7 | 3 | 0 | 57 | 50 | 14   |
| Оттава Сенаторс    | 10 | 5 | 5 | 0 | 39 | 39 | 10   |
| Торонто Арінас     | 10 | 3 | 7 | 0 | 42 | 49 | 6    |

| Команда            | МК             | ОС            | ТА            |
| ------------------ | -------------- | ------------- | ------------- |
| Монреаль Канадієнс | Х              | 2:5, 5:2, 5:3 | 6:3, 13:4     |
| Оттава Сенаторс    | 7:2, 6:10      | Х             | 5:2, 4:2, 3:2 |
| Торонто Арінас     | 3:4, 6:7, 11:3 | 4:2, 5:2      | Х             |

### Другий етап
| Команда            | І | В | П | Н | ШЗ | ШП | Очки |
| ------------------ | - | - | - | - | -- | -- | ---- |
| Оттава Сенаторс    | 8 | 7 | 1 | 0 | 32 | 14 | 14   |
| Монреаль Канадієнс | 8 | 3 | 5 | 0 | 31 | 28 | 6    |
| Торонто Арінас     | 8 | 2 | 6 | 0 | 22 | 43 | 4    |

| Команда            | ОС             | МК          | ТА        |
| ------------------ | -------------- | ----------- | --------- |
| Оттава Сенаторс    | Х              | 3:2 от, 7:0 | 3:1, 9:3  |
| Монреаль Канадієнс | 0:1, 4:3       | Х           | 10:0, 8:2 |
| Торонто Арінас     | 1:2 от, 3:4 от | 6:3, 6:4    | Х         |

## Найкращі бомбардири

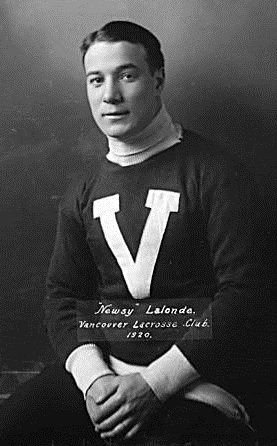
Найкращий бомбардир Ньюсі Лалонд.

| #  | Гравець        | Команда                        | І  | Г  | П  | О  | ШХ |
| -- | -------------- | ------------------------------ | -- | -- | -- | -- | -- |
| 1  | Ньюсі Лалонд   | Монреаль Канадієнс             | 17 | 22 | 10 | 32 | 40 |
| 2  | Оді Клеггорн   | Монреаль Канадієнс             | 17 | 22 | 6  | 28 | 22 |
| 3  | Френк Найбор   | Оттава Сенаторс                | 18 | 19 | 9  | 28 | 27 |
| 4  | Сі Деннені     | Оттава Сенаторс                | 18 | 18 | 4  | 22 | 28 |
| 5  | Дідьє Пітр     | Монреаль Канадієнс             | 17 | 14 | 5  | 19 | 12 |
| 6  | Альф Скіннер   | Торонто Арінас                 | 17 | 12 | 4  | 16 | 26 |
| 7  | Редж Ноубл     | Торонто Арінас                 | 17 | 10 | 5  | 15 | 35 |
| 8  | Гаррі Камерон  | Торонто Арінас/Оттава Сенаторс | 14 | 11 | 3  | 14 | 35 |
| 9  | Джек Дарра     | Оттава Сенаторс                | 14 | 11 | 3  | 14 | 33 |
| 10 | Кен Рендалл    | Торонто Арінас                 | 15 | 8  | 6  | 14 | 27 |
| 11 | Спраг Клеггорн | Монреаль Канадієнс             | 18 | 7  | 6  | 13 | 27 |

## Фінал НХЛ
| Дата      | Команда            | ШЗ | Команда            | ШЗ |
| --------- | ------------------ | -- | ------------------ | -- |
| 22 лютого | Оттава Сенаторс    | 4  | Монреаль Канадієнс | 8  |
| 27 лютого | Оттава Сенаторс    | 3  | Монреаль Канадієнс | 5  |
| 1 березня | Монреаль Канадієнс | 6  | Оттава Сенаторс    | 3  |
| 3 березня | Монреаль Канадієнс | 3  | Оттава Сенаторс    | 6  |
| 6 березня | Оттава Сенаторс    | 2  | Монреаль Канадієнс | 4  |

«Монреаль Канадієнс» переміг у серії 4:1.

## Фінал Кубка Стенлі
| Гра та дата              | Гра та дата | Господар            | Рахунок | Гості               |
| ------------------------ | ----------- | ------------------- | ------- | ------------------- |
| 1                        | 19 березня  | Монреаль Канадієнс  | 0–7     | Сієтл Метрополітанс |
| 2                        | 22 березня  | Сієтл Метрополітанс | 2–4     | Монреаль Канадієнс  |
| 3                        | 24 березня  | Монреаль Канадієнс  | 2–7     | Сієтл Метрополітанс |
| 4                        | 26 березня  | Сієтл Метрополітанс | 0–0     | Монреаль Канадієнс  |
| 5                        | 30 березня  | Монреаль Канадієнс  | 4–3     | Сієтл Метрополітанс |
| Переможець не виявлений. |             |                     |         |                     |

## Найкращий бомбардир плей-оф
| Гравець      | Клуб               | І  | Г  | П | О  |
| ------------ | ------------------ | -- | -- | - | -- |
| Ньюсі Лалонд | Монреаль Канадієнс | 10 | 17 | 1 | 18 |